# Rue Léon-Jouhaux
La rue Léon-Jouhaux est une voie du 10e arrondissement de Paris.

## Situation et accès
Elle commence à l'angle de la place de la République et du boulevard de Magenta et se termine au 45 du quai de Valmy. Elle est prolongée par la passerelle Jane-Birkin qui franchit le canal Saint-Martin.

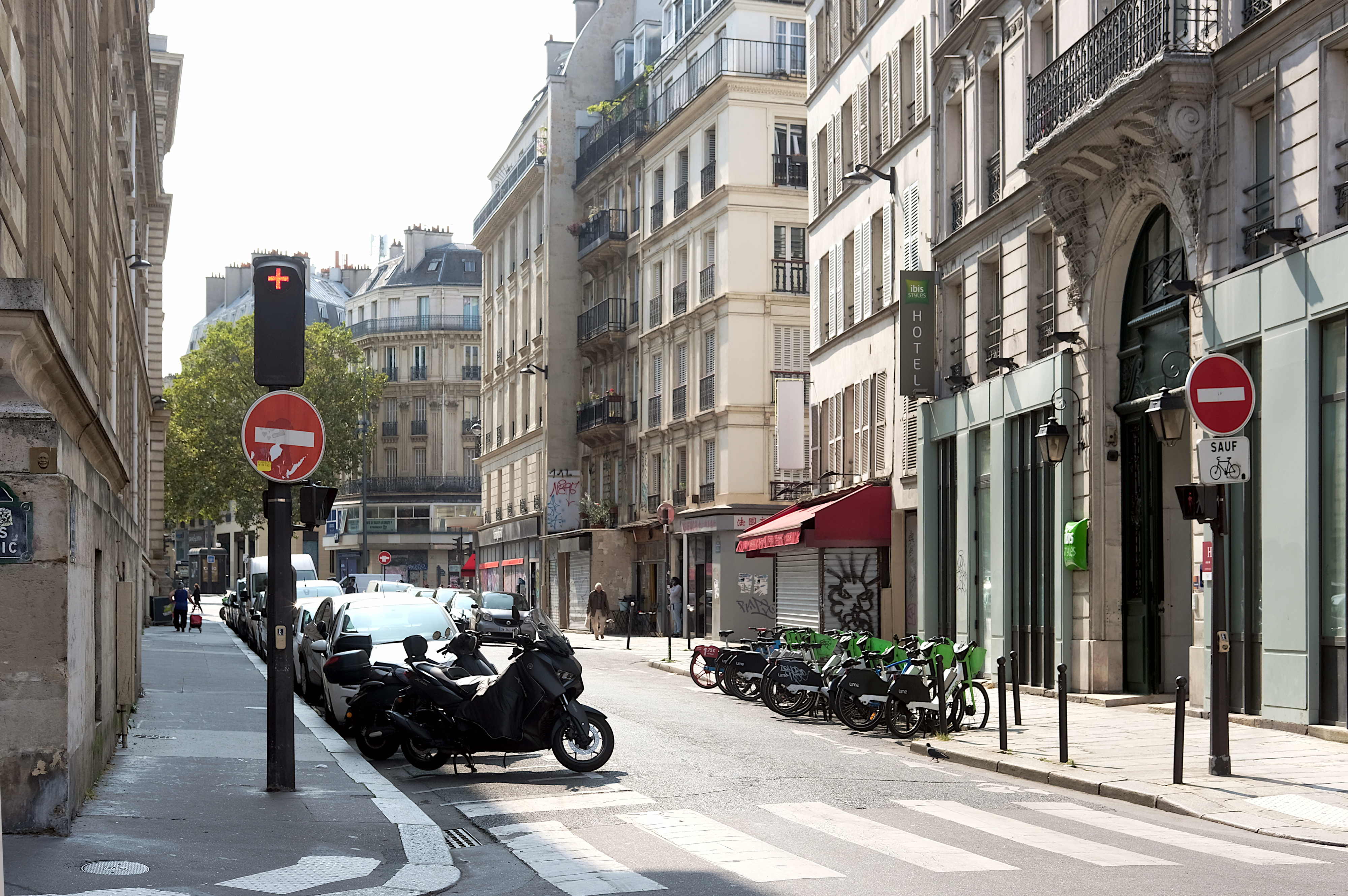
La rue Léon-Jouhaux vue depuis la rue Yves-Toudic en direction du boulevard de Magenta.
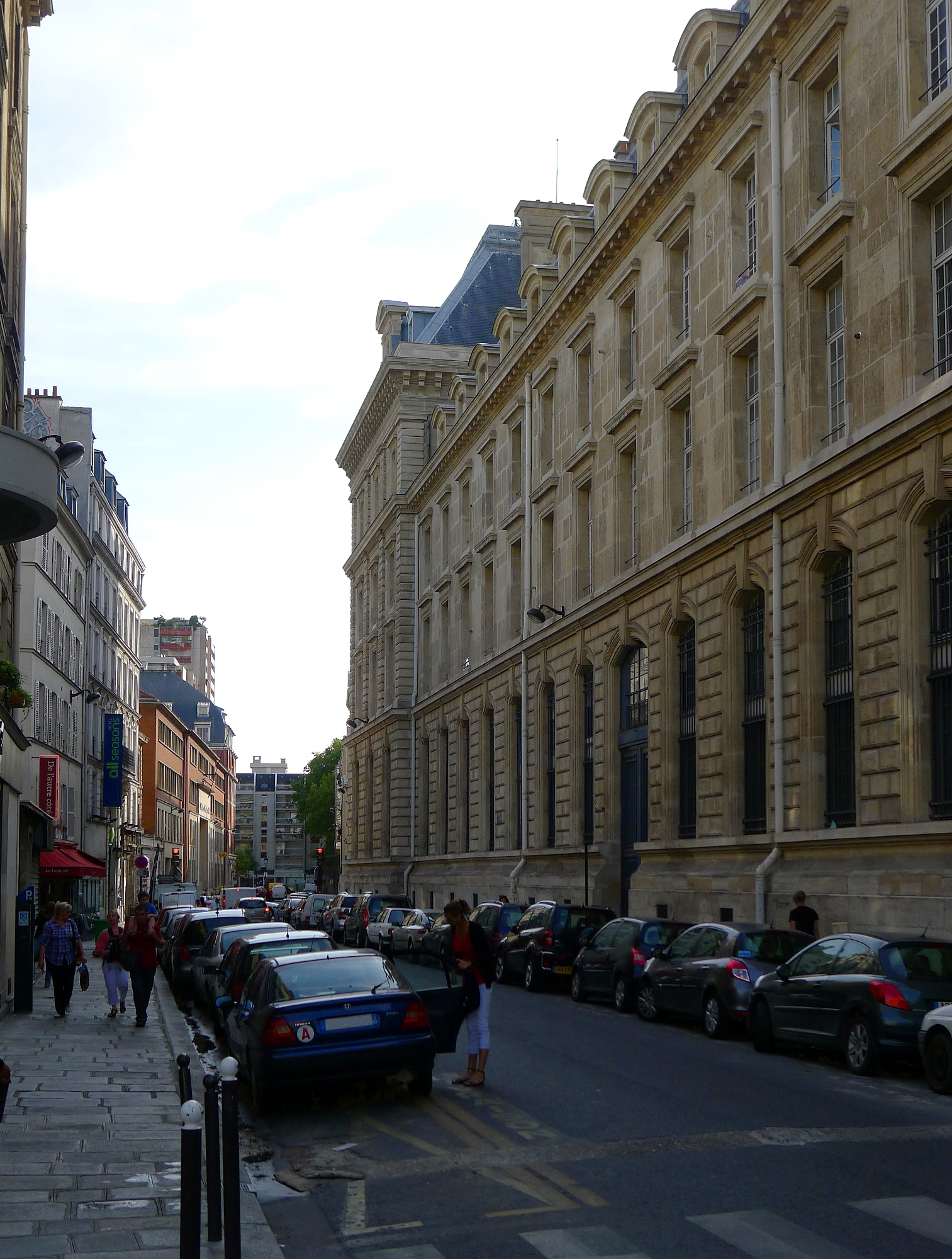
Rue vue du boulevard de Magenta.

## Origine du nom
Cette rue porte le nom du syndicaliste et récipiendaire du prix Nobel de la paix Léon Jouhaux par arrêté du 29 juillet 1970.

## Historique
La rue a été créée par lettre patente du 25 octobre 1782 entre la place du Château-d'Eau (actuelle place de la République) et la rue Albert-Thomas, et par ordonnance du 20 février 1825 pour l'autre partie.
Elle était originellement dénommée « passage du Wauxhall » dans la première partie et « rue Neuve-Sanson » (du nom de la famille de bourreaux) dans la seconde, puis « rue de la Douane ».

### Diorama Louis Daguerre
C'est dans cette rue que Louis Daguerre ouvrit en 1822 son diorama parisien, ainsi que son laboratoire où il travailla à la mise au point du daguerréotype. Il fut détruit en 1839 dans un incendie. Une plaque commémorative a été apposée à cet emplacement :

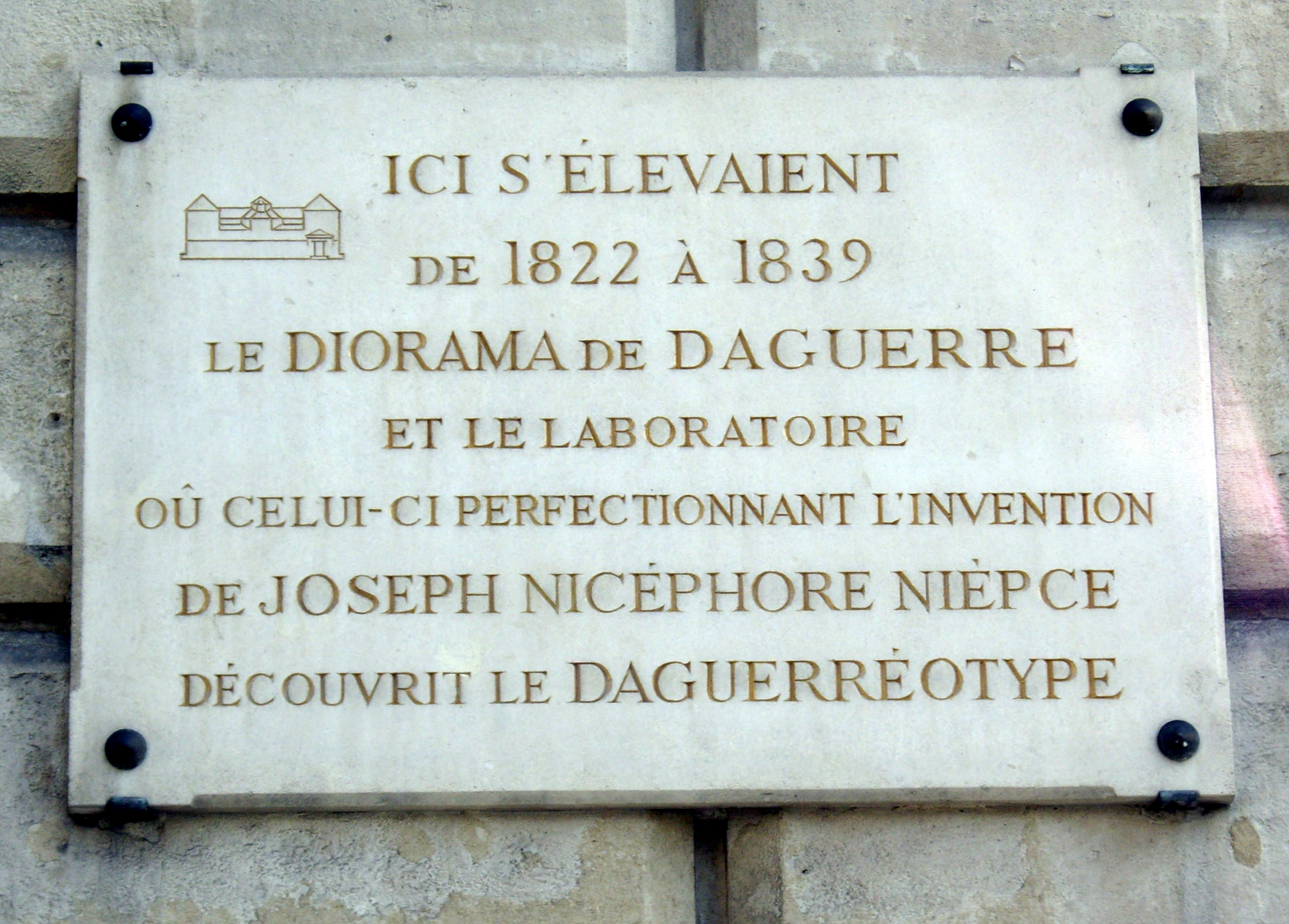
Plaque commémorant le diorama de Louis Daguerre.

« Ici s'élevaient de 1822 à 1839 le diorama de Daguerre et le laboratoire où celui-ci perfectionnant l'invention de Joseph Nicéphore Niépce découvrit le daguerréotype »

### Vauxhall
À la suite du percement de la rue de Lancry qui fit disparaître son premier emplacement, le « Vauxhall d’été » s'installe, en 1785, à l'entrée de la rue Samson (actuelle rue Léon Jouhaux). Ce nouvel établissement remplaçait également le « Vauxhall d’hiver » de la foire Saint-Germain qui avait été abandonné. Il devint un lieu de plaisir très fréquenté jusqu’à la restauration. Il était constitué d’une grande salle de danse et de la salle d’un café donnant sur un grand jardin.
En 1841, la cité du Vauxhall fut édifiée sur l’emplacement de ce jardin et le reste périclita en un bal public de médiocre niveau. Le Vauxhall, sous le nom de « Tivoli-Vauxhall » (« Tivoli Waux-Hall ») s'installa alors au niveau des numéros 12 à 16 de la rue. Il sera par la suite remplacé par un lieu de distraction, l'Eden Palace, puis par le Tivoli Cinéma. Un ensemble d'immeubles d'habitation est construit à cet emplacement en 1957.

### Entrepôt des douanes
Des bâtiments d'entreposage sont construits sur les anciens terrains des Marais, le long du canal Saint-Martin et de la rue Neuve-Samson, selon les termes d'un traité signé le 3 février 1840 par la Ville de Paris, l'Administration des Douanes et la Chambre de commerce de Paris. Le bâtiment situé au 11 de la rue est détruit par un incendie en 1947, et reconstruit entre 1951 et 1957. Il fait l'objet d'un permis de construire délivré en 2019 pour une restructuration en profondeur, au terme de laquelle il devriendra le siège de la Chambre de commerce et d'industrie de région Paris - Île-de-France, accueillant 600 employés ainsi qu'un centre de formation et un espace événementiel.

## Bâtiments remarquables et lieux de mémoire
- No 2 : en 1854 est construite la caserne du Prince-Eugène, plus tard nommée « caserne du Château-d'Eau » et finalement « caserne Vérines », qui accueille depuis 1947 la Garde républicaine.
- No 11 : entrepôt de douane désaffecté, qui va être restructuré pour devenir le siège de la Chambre de commerce et d'industrie de région Paris - Île-de-France.
- No 12, 14, 16 : Immeuble construit en 1957, à la place du Tivoli-Vauxhall.
- No 13 : bureau de poste Léon-Jouhaux, au coin du quai de Valmy.
- Après la Seconde Guerre mondiale, la Confédération nationale du travail espagnole a occupé un local dans cette rue[3].